# Jelisaweta Romanowna Woronzowa

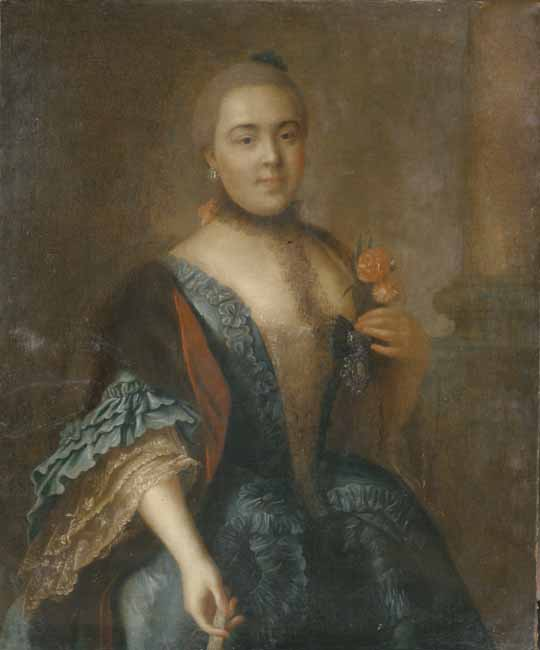
Jelisaweta Romanowna Woronzowa

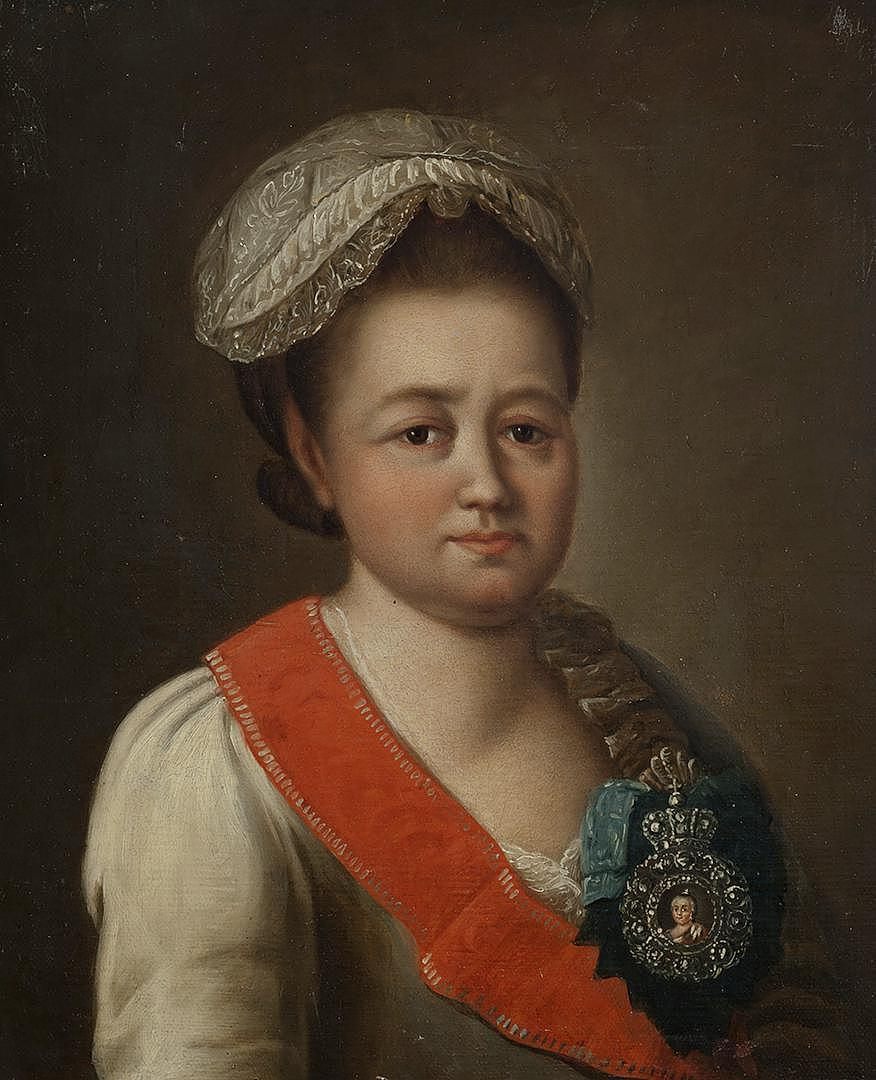
Jelisaweta Romanowna Woronzowa

Gräfin Jelisaweta Romanowna Woronzowa, auch Elisaweta Romanowna Woronzowa (russisch Елизавета Романовна Воронцова) (* 24. August 1739; † 13. Februar 1792 in Sankt Petersburg), war eine russische Adlige, Hofdame und Mätresse des Zaren Peter III.

## Leben
Jelisaweta Romanowna Woronzowa stammte aus dem einflussreichen russischen Adelsgeschlecht Woronzow und war die Tochter des russischen Generalgouverneurs Roman Illarionowitsch Woronzow (1717–1783) und der Marfa Iwanowna Surmina (1718–1745). Sie war die Nichte des russischen Vizekanzlers Michail Larionowitsch Woronzow (1714–1767) und des Präsidenten des Wotschina-Kollegiums in Moskau Iwan Illarionowitsch Woronzow (1719–1786). Ihre Mutter Marfa Iwanowna Surmina verstarb mit sechsundzwanzig Jahren an Typhus. Sie hinterließ drei Töchter und zwei Söhne.
Jelisaweta Romanowna Woronzowa begann mit dem damaligen Großherzog Peter ein Liebesverhältnis. Gerüchte besagten, dass Peter plante, nach seiner Thronbesteigung Katharina aus dem Weg zu räumen, um dann die Mätresse zur neuen Zarin zu machen. Nach der Thronbesteigung Peters erhielt sie den Titel einer Kammer- und Hofdame und den Orden der Heiligen Katharina. Insbesondere hatte ihre jüngere Schwester Jekaterina Romanowna Woronzowa-Daschkowa an dem nachfolgenden politischen Umsturz eine maßgebliche Rolle, die im Gegensatz zu Jelisaweta eine enge Vertraute Katharinas II. war.
Nach der Machtübernahme Katharinas II. erfolgte ihre Verbannung und Entzug ihrer Ämter und Würden. Jedoch wurde sie später von der Zarin weitgehend rehabilitiert. Über ihr Leben am Hof verfasste sie eigene Memoiren. Sie starb am 13. Februar 1792 in Sankt Petersburg und fand ihre letzte Ruhestätte auf dem Lazarus-Friedhof, am Alexander-Newski-Kloster. Ihre Brüder waren der russische Staatskanzler und Außenminister Alexander Romanowitsch Woronzow (1741–1805) und der russische Botschafter in England Semjon Romanowitsch Woronzow (1744–1832).

## Familie
Jelisaweta Romanowna Woronzowa heiratete 1765 den russischen Staatsrat Alexander Iwanowitsch Poljanski (1721–1818). Ihre Kinder waren:
- Alexander Alexandrowitsch Poljanski (1766–1817)
- Anna Alexandrowna Poljanskaja (1774–1818)

## Auszeichnungen
- Russischer Orden der Heiligen Katharina

## Sonstiges
In dem Film Die scharlachrote Kaiserin von 1934 spielte Ruthelma Stevens die Rolle der Gräfin Jelisaweta.